# Гаприндашвили, Валериан Иванович
Валериан Иванович Гаприндашвили (груз. ვალერიან ივანეს ძე
გაფრინდაშვილი; 21 декабря 1888 [2 января 1889], Кутаиси — 31 января 1941) — грузинский поэт, переводчик.

## Биография
Происходил из зажиточной крестьянской семьи. Родился в Кутаиси 21 декабря 1888 (2 января 1889) года.
Окончил Кутаисскую классическую гимназию, а в 1914 году — юридический факультет Московского университета. Начал печататься в 1914 году сперва в журнале С. Городецкого «Ars», а затем в разных грузинских изданиях; был редактором грузинского журнала «Грезящие газели».
В 1915—1916 годах был одним из основателей группы поэтов-символистов «Голубые роги».
В советское время отошёл от символизма; писал стихи о революции («Возврат к земле») и о социалистическом строительстве.
Переводил стихи русских (Пушкина, Лермонтова, Некрасова, Блока), французских, немецких и английских поэтов на грузинский. Перевёл на русский все произведения Бараташвили.
Покончил жизнь самоубийством 31 января 1941 года.

## Сочинения
- Сб. стихов «Закат». — Тифлис, 1918;
- «Поэты Грузии» (на русск. яз.) — Тифлис, 1921;
- «Сборник стихов». — Тифлис, 1926.

## Награды
- орден «Знак Почёта» (31.01.1939)